# Lockheed L-1011 TriStar
Lockheed L-1011 TriStar, běžně označovaný jako L-1011 („L-ten-eleven") nebo TriStar, je americký dálkový širokotrupý třímotorový dopravní letoun vyvinutý v Lockheed Corporation. Po letounech Boeing 747 a McDonnell Douglas DC-10 byl třetí širokotrupý letoun. Jeho kapacita je až 400 cestujících a dolet přes 4 000 námořních mil (7 410 km). Z jeho tří motorů Rolls-Royce RB211 se dva nachází pod křídly, zatímco třetí středový motor je zabudovaný mezi ocasní plochy a horní část trupu. Letoun je vybaven automatizovaným systémem řízení sestupu tzv. autoland. Dále palubní kuchyní a salónkem.
L-1011 TriStar se vyráběl ve dvou různých délkách trupu. Původní L-1011-1 poprvé vzlétl v listopadu 1970 a do služby u Eastern Air Lines vstoupil v roce 1972. Zkrácená verze L-1011-500 s delším doletem poprvé vzlétla v roce 1978 a o rok později vstoupila do služby u společnosti British Airways. Původní delší model TriStar byl také vyráběn jako L-1011-100 s vyšší hmotností, L-1011-200 s vylepšenými motory a dále modernizovaný L-1011-250. Později probíhaly přestavby modelu L-1011-1 se zvýšenou vzletovou hmotností a zahrnovaly typy L-1011-50 a L-1011-150.
Prodej letounů L-1011 TriStar byl po dobu dvou let brzděn kvůli vývojovým a finančním problémům společnosti Rolls-Royce. V letech 1968 až 1984 společnost Lockheed vyrobila celkem 250 strojů TriStar. Výroba probíhala v závodě Lockheed na regionálním letišti Palmdale v jižní Kalifornii severně od Los Angeles. Po skončení výroby modelu TriStar společnost Lockheed, kvůli podlimitním prodejům, z obchodu s komerčními letadly odešla. V roce 2020 L-1011 zůstává posledním neruským širokotrupým dopravním letounem, který vstoupil do výroby a není vyráběn duem Airbus a Boeing nebo jejich předchůdci.
Jeden upravený dopravní letoun (v.č. 1067, N140SC, „Stargazer“, původně u Air Canada, imatrikulace C-FTNJ) se využívá u NASA jako „odpalovací rampa“ pro nízkonosné rakety Pegasus XL.

## Vývoj

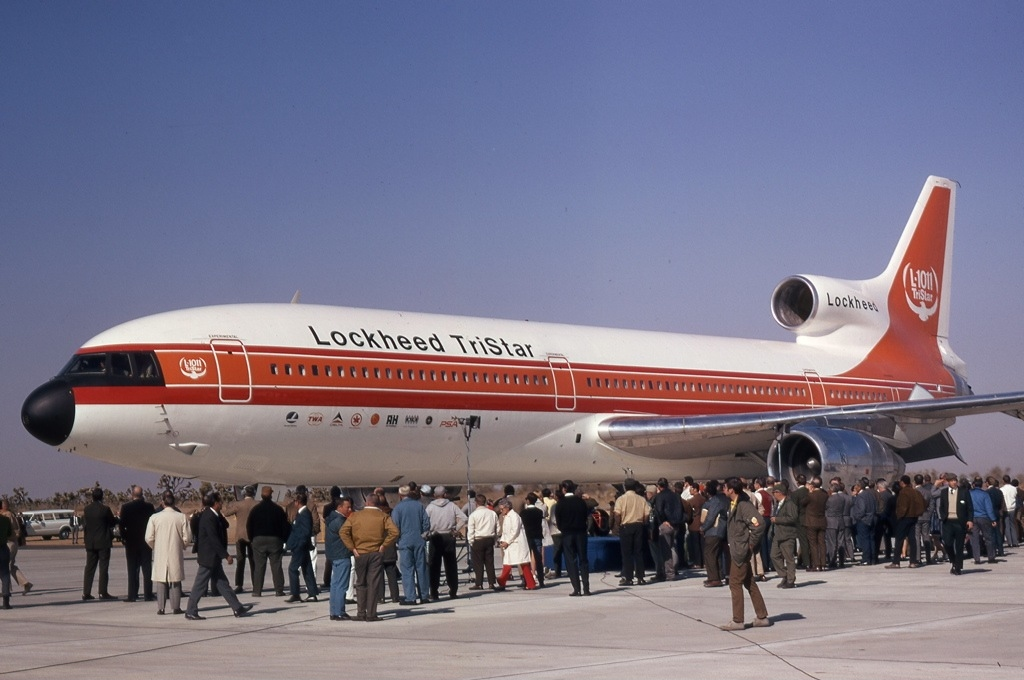
Prototyp připravený k prvnímu letu v roce 1970

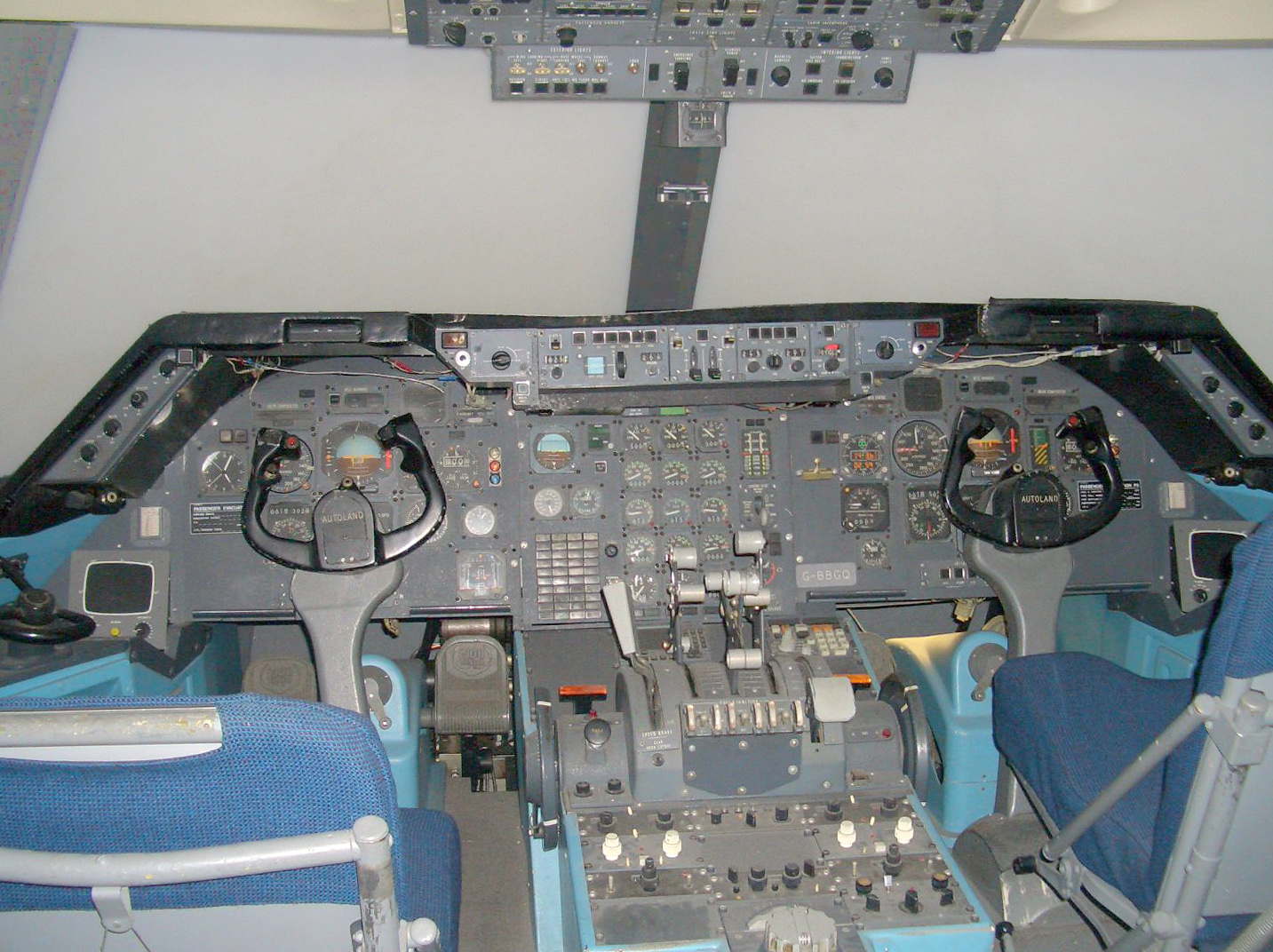
Kokpit TriStaru

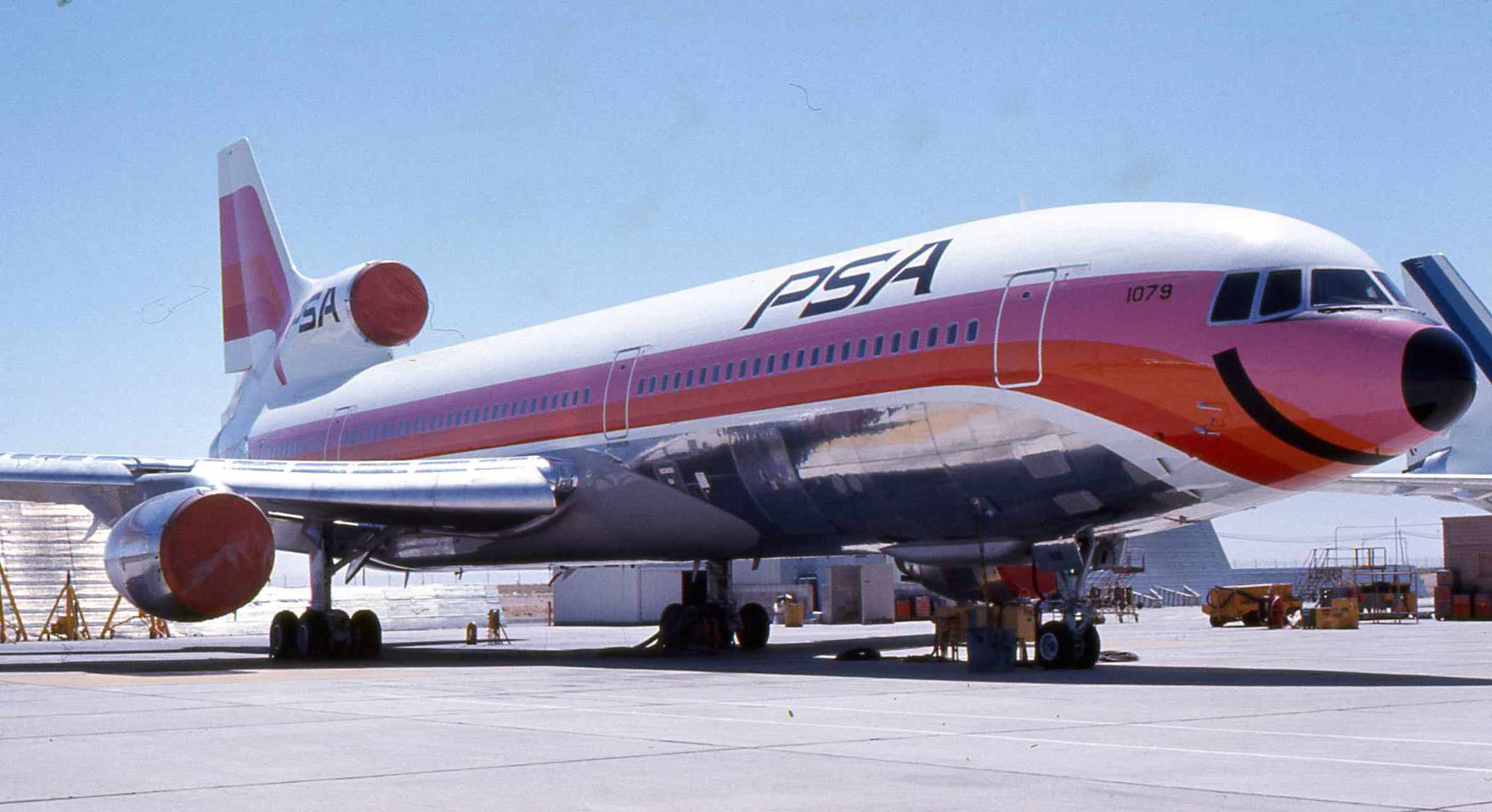
L-1011-1 společnosti Pacific Southwest Airlines v továrně v Palmdale

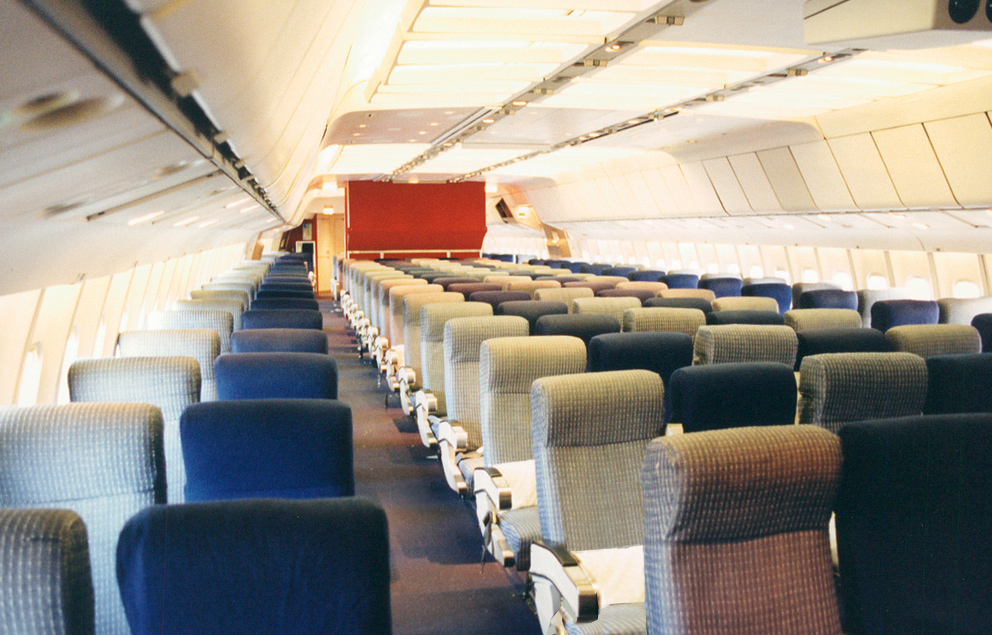
kabina letounu L-1011 TriStar firmy TWA v konfiguraci 2–5–2

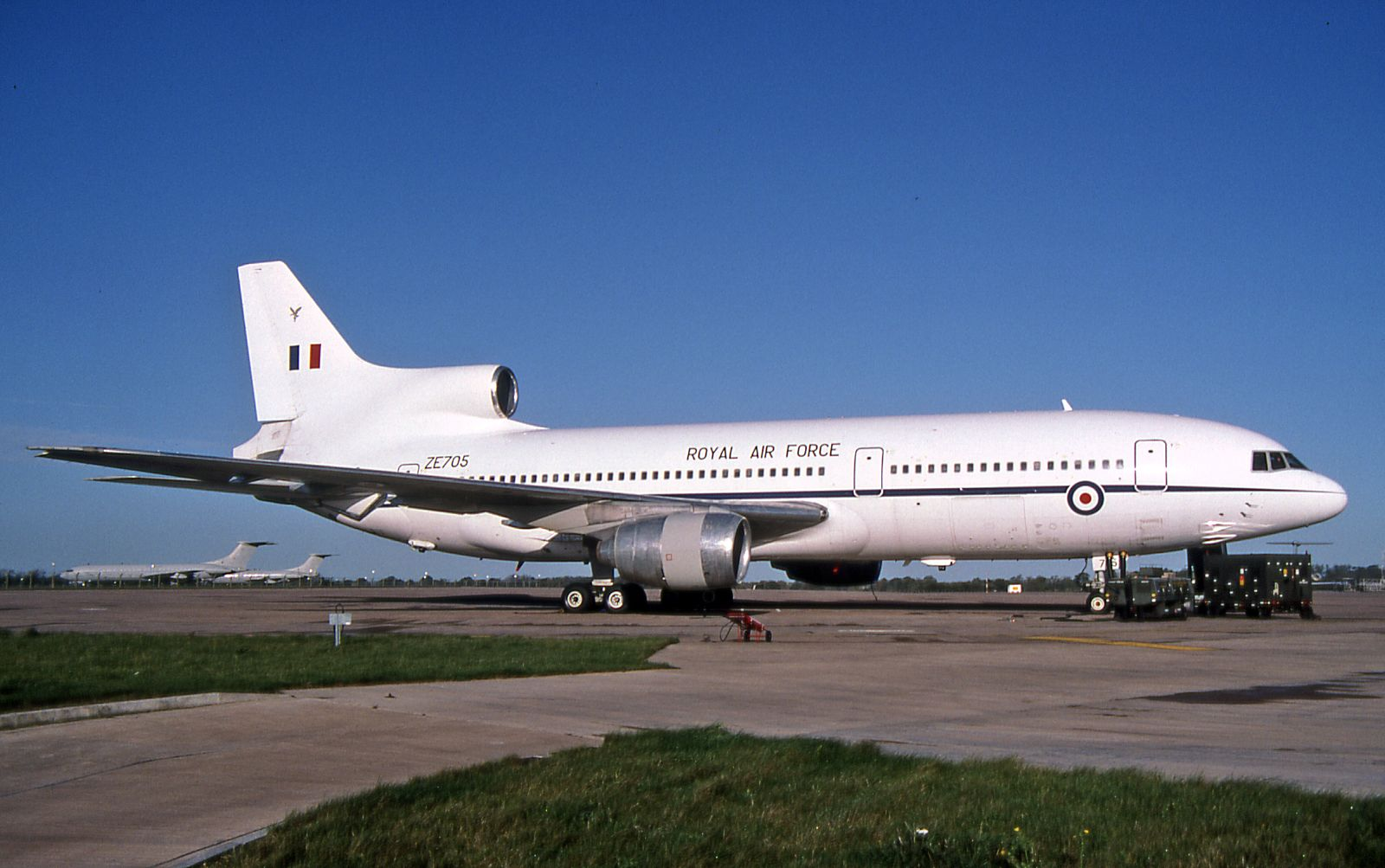
Lockheed TriStar C.2 (výr. č. 1188, ZE705) dodaný RAF 7. prosince 1984.

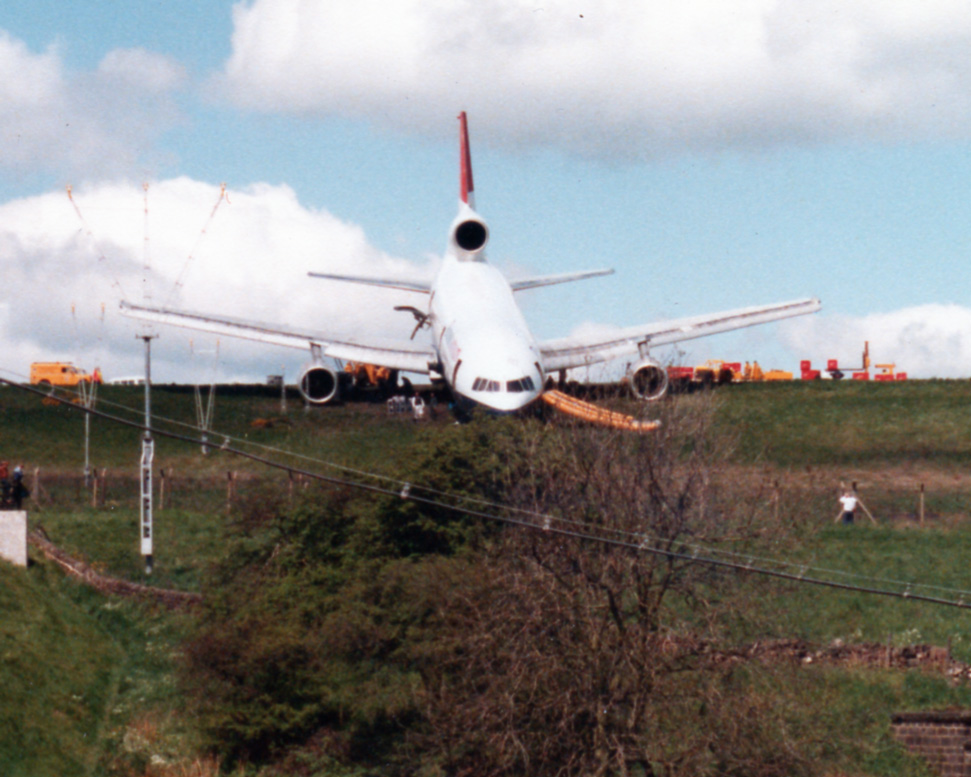
Lockheed TriStar firmy British Airtours, který přejel runway na letišti Leeds Bradford, 1985.

16. listopadu 1970 byl zalétán první Lockheed L-1011 TriStar se třemi motory Rolls-Royce RB-211-22, které však od výrobcem slibovaného tahu 186 kN dávaly výkon jen 162,7 kN, navíc byla jejich hmotnost o 136 kg vyšší, protože se nepodařilo vyřešit lopatky dmychadla z uhlíkového kompozitního materiálu a bylo nutno je vyrobit z titanu.
V konečné montáži v Palmdale dokončili druhý TriStar v prosinci 1970, třetí v květnu 1971 a čtvrtý v září. Motory RB-211-22 s plným tahem 186,7 kN byly k dispozici až v září a dostal je letoun číslo 2. Šestý stroj vzlétl v březnu 1972 se skutečnými sériovými motory RB-211-22C, schopnými však udržet tah 186,7 kN jen při teplotě vzduchu do 18,9 °C. Až teprve motory RB-211-22B se zdokonaleným vysokotlakým kompresorem dokázaly udržet výkonnost při teplotách do 28,9 °C. Motory RB-211-22c pak byly upraveny na úroveň -22B.
První dva zákazníci, Eastern a TWA, získali po prvním letounu v dubnu 1972. Společnost Eastern zahájila lety s platícími cestujícími ještě v dubnu, TWA v červnu.
V březnu 1972 zahájila s letouny L-1011-1 provoz Air Canada a v dubnu téhož roku britská Court Line, jejíchž pět strojů mělo vestavěné sklopné schodiště a dveře dvojnásobné šířky, aby se urychlil provoz na letišti. Stroje z první dodávky byly v provedení L-1011-1 se třemi motory RB-211-22B s tahem po 186,7 kN a se vzletovou hmotností 195 045 kg.
Lockheed L-1011-100 TriStar byla dálková verze pro střední tratě s hmotností zvýšenou na 204 120 kg, nebo až na 211 375 kg, pokud se montovaly další nádrže do centroplánu křídla, zvětšující zásobu paliva na 100 317 l. Díky motorům Rolls-Royce RB-211-524 s tahem po 213,50 kN byl tento typ schopen operovat na letištích s vyšší nadmořskou výškou a při zvýšených teplotách okolního vzduchu.
První L-1011-200 vzlétl 10. dubna 1976, o rok později získal potřebná mezinárodní osvědčení. Zákazníky se staly společnosti British Airways, Gulf Air a Saudia, která převzala 17 strojů.
Lockheed L-1011-500 TriStar se zdokonalenými dálkovými charakteristikami měl oproti standardu kratší trup o 4,11 m, zvětšenou zásobu paliva a vzletovou hmotnost zvýšenou na 224 980 kg. V cestovní kabině se nacházelo 246 sedadel ve smíšeném provedení a 300 v turistickém. Za pohonné jednotky byly vybrány tři RB-211-524B s tahem po 222,4  kN. První „pětistovka“ (výr. č. 1157, N48354) se poprvé vznesla 16. října 1978 a byla určena pro leteckou společnost British Airways, která první stroj převzala v únoru 1979. V tomto roce převzala L-1011-500 také letecká společnost Pan American.
Vývoj L-1011-500 pokračoval prodloužením křídla o 1,37 m na obou polovinách a s nově tvarovanými koncovými částmi, které snižují odpor vzduchu. Stroje Advanced TriStar 500 s upravenými křídly, které v provozu vykazovaly 3% úsporu paliva, se dodávaly na zvláštní objednávku. První takto modifikovaný stroj byl zalétán v listopadu 1979, později byly na tento standard upravovány starší stroje.
Jeden stroj L-1011 (v.č. 1012) odstavený v Marana Air Parku (původně společnosti Eastern, N311EA) byl přestavěn na čistě nákladní letoun Lockheed 2000, kterému byl zcela demontován interiér a trvale zrušeno sedm z celkově osmi vstupních dveří. Zprovozněny zůstaly jediné dveře na levé straně trupu za pilotní kabinou, která zůstala standardně vybavena pro tříčlennou posádku. Za pilotní kabinou bylo instalováno šest sedadel pro doprovod nákladu. Ten se do trupu umísťoval nahoru odklopnými vraty o rozměrech 4,32 x 3,17 m, které byly umístěny na levé straně trupu před křídlem.
Po vyčlenění z dopravního provozu převzala Royal Air Force v létech 1982 až 1985 celkem devět strojů L-1011-500 a firma Marschall of Cambridge je po dohodě s výrobcem upravila na tankovací a dopravní letadla s nádrží pohonných látek v trupu se zesílenou podlahou. Čtyři stroje nesly označení 'TriStar KC.1' (výr. č. 1157, 1164, 1168 a 1174) a dva TriStar K.1 (1159 a 1165), které původně létaly u British Airways. Trojice letadel zakoupených od amerického Pan Amu neslo označení 'C.2' (1186 a 1188) a 'C.2A' (1177). Tyto stroje byly primárně určeny pro dopravu vojenských jednotek, jejichž paluba mohla být upravena na nemocniční verzi včetně lůžkové části s nosítky a menším operačním sálem. Upravené stroje převzala 216. squadrona RAF se základnou v Brize Nortonu.

## Nehody
29. prosince 1972 Lockheed 1011 společnosti Eastern Air Lines let 401 se během přípravy na přistání na mezinárodní letiště v Miami zřítil do bažin Everglades. Posádka řešila nefunkční kontrolku příďového podvozku a nechtěným pohybem vypnula autopilota. Při nočním letu si posádka všimla, že letadlo klesá, až několik vteřin před pádem do Everglades. Ze 176 lidí na palubě jich 101 zahynulo.
21. srpna 1980 TriStar společnosti Saudia krátce po vzletu z letiště v Rijádu oznámil, že na palubě vypukl požár. Při následném vyšetřování byl jako nejpravděpodobnější důvod uveden přenosný propanbutanový vařič jednoho z poutníků do Mekky. Letoun přistál, avšak nikomu se nepodařilo otevřít dveře ani nouzové východy, protože přetlakování bylo stále zapnuto a bránilo v otevření. Ani pozemní vyprošťovací jednotce se nepodařilo zasáhnout včas a všech 301 osob na palubě zahynulo.
2. srpna roku 1985 se zřítil Lockheed L-1011 společnosti Delta Air Lines let č.191 z Fort Lauderdale do Dallasu, když jej při přibližovacím manévru nečekaně zasáhl mikroburst, který způsobil pád letadla, které následně narazilo v přibližně 350km rychlosti do nádrží s pohonnými hmotami. Zemřelo 135 lidí z 163, mezi mrtvými byl i jeden člověk z náhodně projíždějícího auta na přilehlé silnici.

## Specifikace

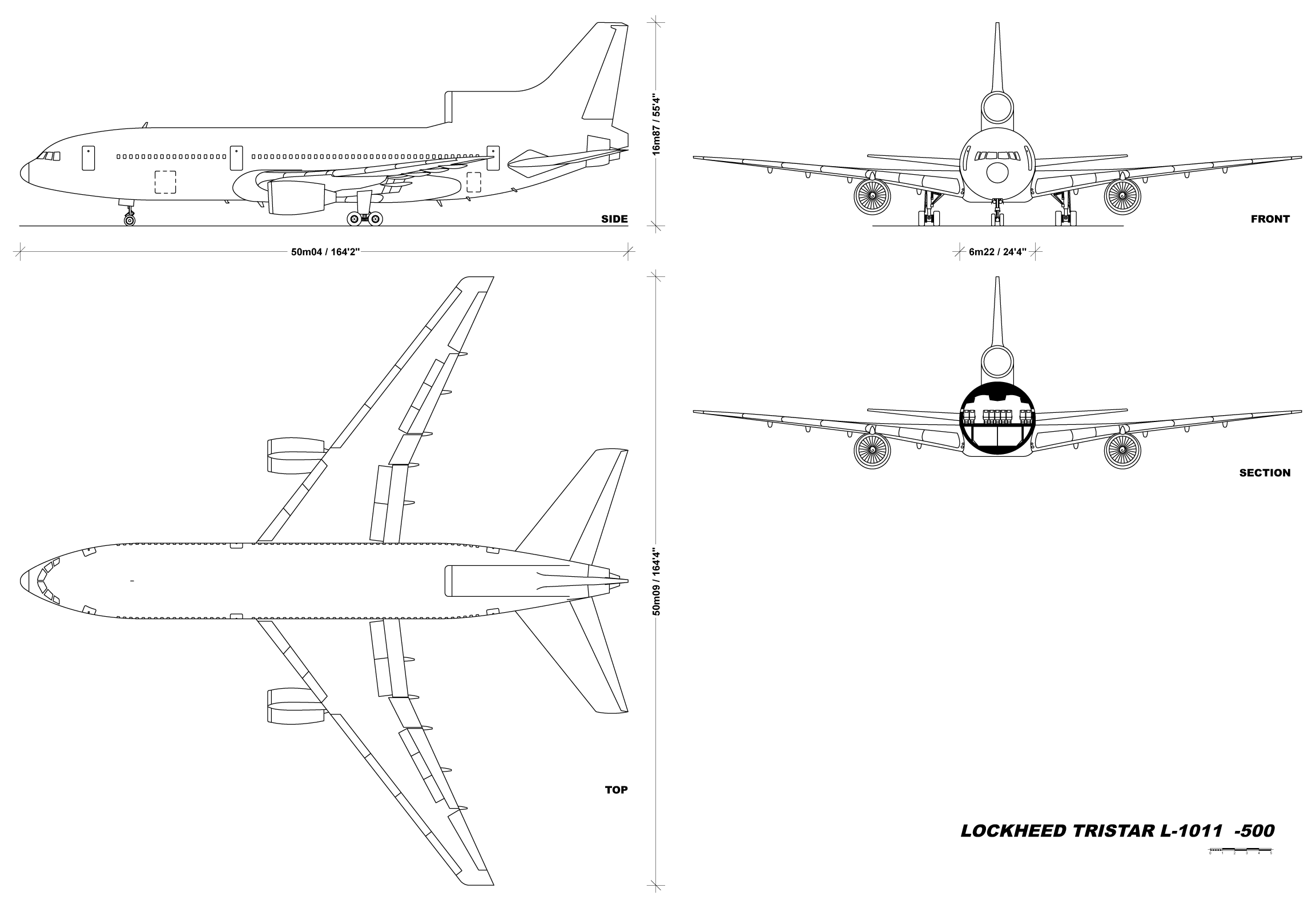
Nákres stroje Lockheed L-1011-500

| Varianta                  | L-1011-1                     | L-1011-200                   | L-1011-500                   |
| ------------------------- | ---------------------------- | ---------------------------- | ---------------------------- |
| Posádka                   | Tři                          | Tři                          | Tři                          |
| Místa                     | 256 (mixed-class)            | 256 (mixed-class)            | 246 (mixed-class)            |
| Exit limit                | 400                          | 400                          | 330                          |
| Šířka interiéru           | 18 stop 11 inches (5,77 m)   | 18 stop 11 inches (5,77 m)   | 18 stop 11 inches (5,77 m)   |
| Délka                     | 177 ft 8+1⁄2 in (54,17 m)    | 177 ft 8+1⁄2 in (54,17 m)    | 164 ft 2+1⁄2 in (50,05 m)    |
| Rozpětí                   | 155 ft 4 in (47,35 m)        | 155 ft 4 in (47,35 m)        | 164 ft 4 in (50,09 m)        |
| Výška                     | 55 ft 4 in (16,87 m)         | 55 ft 4 in (16,87 m)         | 55 ft 4 in (16,87 m)         |
| Nosná plocha              | 3 456 sq ft (321,1 m2)       | 3 456 sq ft (321,1 m2)       | 3 541 sq ft (329,0 m2)       |
| MTOW                      | 430 000 lb (200 000 kg)      | 466 000 lb (211 374 kg)      | 510 000 lb (231 332 kg)      |
| Operační prázdná hmotnost | 241 700 lb (110 000 kg)      | 248 400 lb (113 000 kg)      | 245 400 lb (111 000 kg)      |
| Kapacita paliva           | 23 814 US gal (90 150 l)     | 26 502 US gal (100 320 l)    | 31 642 US gal (119 780 l)    |
| Motory (×3)               | Rolls-Royce RB211-22         | RB.211-524B                  | RB.211-524B                  |
| Tah (×3)                  | 42 000 lbf (187 kN)          | 50 000 lbf (222 kN)          | 50 000 lbf (222 kN)          |
| Mmo                       | Mach 0,90 (516 kn; 956 km/h) | Mach 0,90 (516 kn; 956 km/h) | Mach 0,90 (516 kn; 956 km/h) |
| Cestovní rychlost         | 520 kn (963 km/h)            | 515 kn (954 km/h)            | 525 kn (972 km/h)            |
| Pádová rychlost           | 108 kn (200 km/h)            | 110 kn (204 km/h)            | 114 kn (211 km/h)            |
| Dolet                     | 2 680 nmi (4 963 km)         | 3 600 nmi (6 667 km)         | 5 345 nmi (9 899 km)         |
| Přeletový dolet           | 4 250 nmi (7 871 km)         | 4 935 nmi (9 140 km)         | 6 090 nmi (11 279 km)        |
| Dostup                    | 42 000 ft (12 800 m)         | 42 000 ft (12 800 m)         | 43 000 ft (13 100 m)         |